# Кивимяги, Татьяна Александровна
Татья́на Алекса́ндровна Кивимя́ги (род. 23 июня 1984, Кострома), в девичестве Новосе́льцева — российская легкоатлетка, специалистка по прыжкам в высоту. Выступала за сборную России по лёгкой атлетике в середине 2000-х годов, победительница Кубка Европы, чемпионка и призёрка первенств национального значения, участница летних Олимпийских игр в Афинах. Представляла Москву и Брянскую область. Мастер спорта России международного класса.

## Биография
Татьяна Новосельцева родилась 23 июня 1984 года в Костроме.
В детстве некоторое время занималась плаванием, но затем перешла в лёгкую атлетику — проходила подготовку в местной секции у тренера Валентина Павловича Куликова и его жены Галины. Позже в течение пяти лет училась в училище олимпийского резерва в Москве, после чего переехала на постоянное жительство в Брянск, где тренировалась под руководством заслуженного тренера Геннадия Георгиевича Морозова. Состояла во всероссийском физкультурно-спортивном обществе «Динамо» (Москва).
Впервые заявила о себе в прыжках в длину на взрослом всероссийском уровне в сезоне 2004 года, выиграв бронзовую и серебряную медали на зимнем чемпионате России в Москве и на летнем чемпионате России в Туле соответственно. Благодаря череде удачных выступлений удостоилась права защищать честь страны на Олимпийских играх в Афинах — в программе прыжков в высоту показала результат 1,92 метра, не сумев преодолеть предварительный квалификационный этап.
После афинской Олимпиады Новосельцева осталась в составе российской национальной сборной на ещё один олимпийский цикл и продолжила принимать участие в крупнейших международных стартах. Так, в 2005 году уже под фамилией Кивимяги стала серебряной призёркой на зимнем чемпионате России в Волгограде, затем показала пятый результат на чемпионате Европы в помещении в Мадриде. Позже одержала победу на Кубке Европы во Флоренции и на молодёжном европейском первенстве в Эрфурте, принимала участие в чемпионате мира в Хельсинки, где с результатом 1,88 метра в финал не вышла.
В 2006 году на чемпионате России в Туле взяла бронзу.
В 2008 году была третьей на зимнем чемпионате России в Москве и на Кубке Европы в помещении в Москве. Будучи женой гражданина Эстонии Михаила Кивимяги, в этом сезоне так же получила эстонское гражданство. При этом никогда не жила в Эстонии и не представляла эстонскую сборную на соревнованиях.
В 2013 году вернулась в большой спорт после рождения ребёнка и победила на зимнем чемпионате России в Москве.
На чемпионате России 2014 года в Казани заняла в прыжках в высоту третье место.
За выдающиеся спортивные результаты удостоена почётного звания «Мастер спорта России международного класса».
Окончила Университет имени Лесгафта по специальности «тренер-преподаватель» (2011). Впоследствии работала фитнес-тренером в Москве.